# Argeliers León

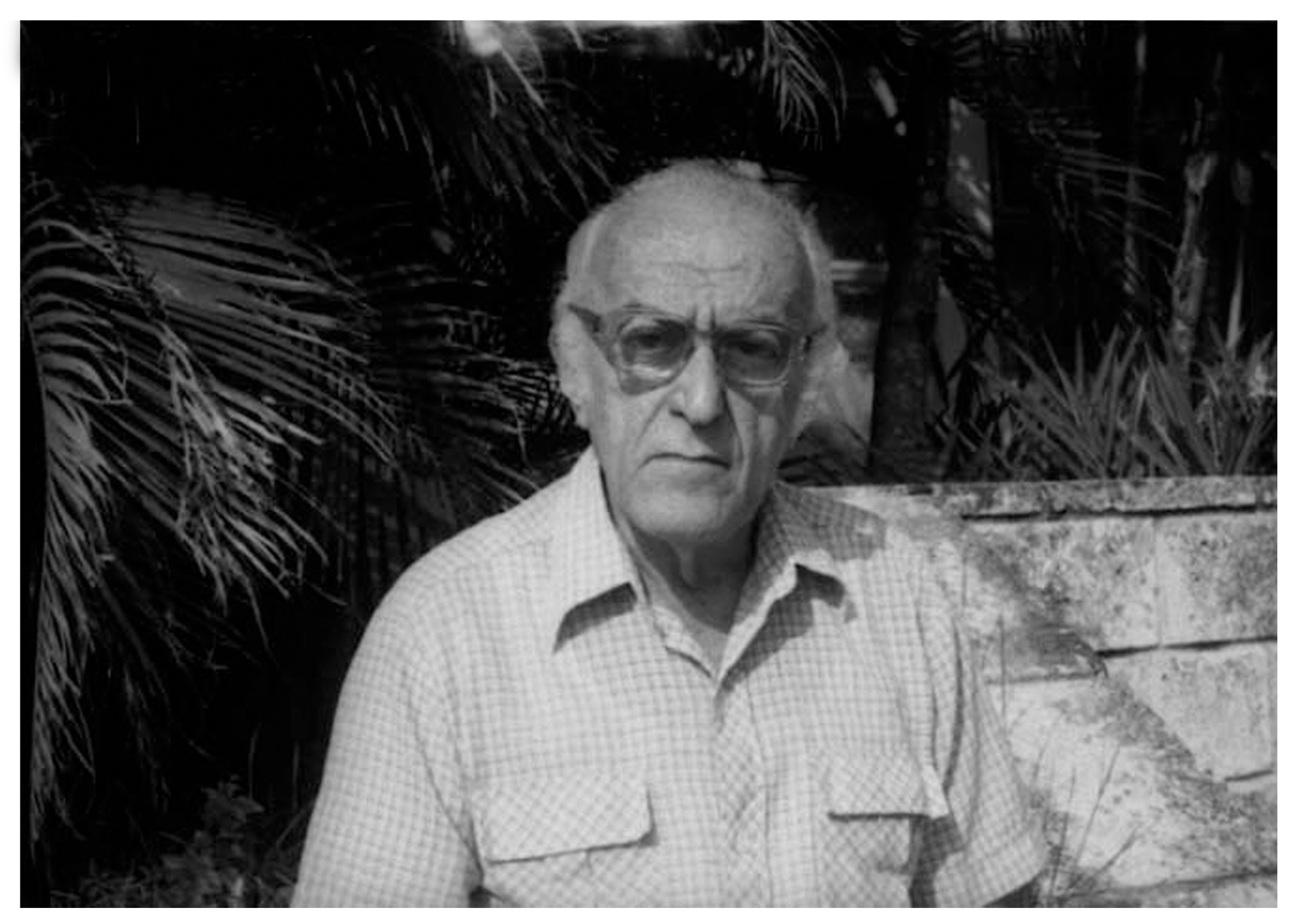
Argeliers León

Argeliers León Pérez (* 7. Mai 1918 in Havanna; † 23. Februar 1991 ebenda) war ein kubanischer Musikwissenschaftler und -pädagoge, Folklorist und Komponist.

## Leben und Wirken
León studierte Musik am Conservatorio Municipal de La Habana und später Pädagogik an der Universidad de La Habana. Daneben begann er Studien der Musikwissenschaft und -ethnologie an der Escuela de Verano der Universität u. a. bei Fernando Ortiz Fernández. Daneben nahm er Kompositionskurse bei José Ardévol und 1957/58 bei Nadia Boulanger in Paris.
Von 1939 bis 1957 unterrichtete er Harmonielehre und Komposition am Conservatorio Municipal de La Habana. 1951 gab er Kurse an der Escuela de Temporada in Santiago de Chile. 1958 wurde er Direktor der Musikabteilung der Biblioteca Nacional.
Seit Anfang der 1960er Jahre konzentrierte er sich zunehmend auf die musikwissenschaftliche Forschung und wurde neben Odilio Urfé und María Teresa Linares einer der wichtigsten Folkloristen Kubas. Er wurde Gründungsdirektor des Departamento de Folklore am Teatro Nacional de Cuba und des Instituto de Etnología y Folklore der Akademie der Wissenschaften von Kuba. Hier gründete er 1968 das Seminar für afroamerikanische Studien. Für die UNESCO organisierte er Kolloquien über afrikanische Kultur u. a. in Nigeria, Ghana, Mali und Brasilien. 1973 wurde er Direktor der Musikabteilung der Casa de las Américas.
León war Gründer und Herausgeber einer Anzahl musikwissenschaftlicher Zeitschriften wie Actas de Folklore, Etnología y Folklore, Boletín de Música de Casa de las Américas und Boletín de Música de la Biblioteca Nacional “José Martí”. Neben zahlreichen Artikeln verfasste er die Bücher Introducción sobre el estudio del arte africano und El canto y el tiempo. Als Komponist verfasste er sowohl sinfonische als auch kammermusikalische Werke.
Zu Leóns Schülern gehören die Musikwissenschaftler und Ethnologen Rogelio Martínez Furé, Olavo Alén Rodríguez, Jesús Gómez Cairo, Danilo Orozco, Adalberto Suco, Pedro Martínez, Jesús Guanche, Alberto Alén Pérez, Rolando Antonio Pérez Fernández, Victoria Eli Rodríguez, Zoila Gómez und Grizel Hernández Baguer.

## Werke
- Sinfonía Nº 1
- Suite cubana
- Sonata de la Virgen del Cobre
- Quinteto para guitarra y maderas
- Concertino
- Cánticos de homenaje
- Elegía para Jesús Menéndez, Kantate für Solisten, Chor, Erzähler und Orchester, Text von Nicolás Guillén
- Creador del hombre nuevo, Kantate für Solisten, Erzähler, Bläserensemble und Schlagzeug
- Concierto para piano y orquesta